# Anton Steck
Anton Steck (Freudenstadt, 1965) is een Duitse violist en dirigent.

## Levensloop
Anton Steck begon zijn studies moderne viool bij Jörg-Wolfgang Jahn in Karlsruhe en barokviool bij Reinhard Goebel in Keulen. Afgestudeerd, werd hij concertmeester bij Musica Antiqua Köln en bij het ensemble Les Musiciens du Louvre onder Marc Minkowski. Met hen trok hij wereldwijd op concertreizen en werkte hij mee aan de productie van een dertigtal cd-producties.
In 1996 was hij medeoprichter van het Schuppanzigh-Quartett in Keulen, waarvan hij de eerste viool is. Van 2005 tot 2008 was hij concertmeester van Concerto Köln. Vanaf 1997 was hij dirigent van het Händelfestspielorchester in Halle, ensemble waarvan hij sinds 1999 de artistieke leider is.
Steck is druk bezig met de instrumentale barokmuziek maar ook met virtuoze vioolmuziek van voor 1830. Zijn repertoire strekt zich uit van de sonaten uit de vroege barok tot aan de vioolconcerten van Louis Spohr. Zijn opnamen van de onbekende sonaten van Mozart (KV 55-60) en de sonaten van Johann Georg Pisendel werden zeer geapprecieerd.
Anton Steck is sinds 2000 docent barokviool en dirigent van het Barokorkest van de Muziekhogeschool in Trossingen. 
Anton Steck speelt op een Jakob Stainer viool uit 1658 en op een Alessandro Gagliano uit 1701.
In 2011 was Steck jurylid voor het Internationaal concours in het kader van het Internationaal muziekfestival voor Oude muziek in Brugge.